# Akka (Schiff, 2001)
Die Akka (bis Frühjahr 2022 Nils Holgersson) ist ein RoPax-Fährschiff der deutschen Fährschiffreederei TT-Line.

## Namensherkunft
Die Verwendung der Märchenfiguren Nils Holgersson aus dem gleichnamigen Roman Die wunderbare Reise des kleinen Nils Holgersson mit den Wildgänsen von Selma Lagerlöf und Peter Pan für die Benennung ihrer Schiffe folgt einer Tradition der TT-Line, die bis in die Gründungsjahre zurückgeht. Sie war das sechste Schiff der TT-Line mit diesem Namen. Im Zuge des Neubaus des gleichnamigen Nachfolgeschiffs erfolgte Anfang 2022 die Umbenennung in Akka nach der gleichnamigen Leitgans in der Geschichte von Nils Holgersson.

## Geschichte
Die Nils Holgersson lief am 19. August 2000 bei der SSW Fähr- und Spezialschiffbau GmbH in Bremerhaven vom Stapel, die Schiffstaufe erfolgte durch Frau Brigitte Oetker. Probleme mit der neuen Propellergondel-Antriebsanlage verschoben bei beiden Schiffen die Ablieferung an die Reederei. Nach erneuten Erprobungen wurde das Schiff am 16. Juli 2001 an die TT-Line abgeliefert.
Im Zuge der Auslieferung der auf der chinesischen Werft Jiangsu Jinling gebauten neuen Nils Holgersson wurde die bisherige Nils Holgersson Anfang 2022 in Akka umbenannt.

## Einsatz
Das Schiff verkehrt gemeinsam mit dem Schwesterschiff Peter Pan auf der Ostsee zwischen Travemünde (Deutschland) und Trelleborg (Schweden). Teilweise wird ein kurzer Ladestop in Rostock eingelegt.
Die Fahrzeit mit den heutigen Fähren beträgt zwischen siebeneinviertel und neuneinhalb Stunden bei Nachtfahrten. Die Akka verkehrt dabei täglich auf der 10:00-Uhr-Abfahrt von Trelleborg nach Travemünde, ist dort je nach Kalendertag planmäßig zwischen 17:15 und 18:30 Uhr und fährt gegen 22:00 Uhr wieder zurück nach Trelleborg, das sie gegen 7:30 Uhr erreicht. Das Schwesterschiff Peter Pan startet zeitgleich in der entgegengesetzten Richtung. Zusätzlich werden auf dieser Relation zwei weitere Abfahrten mit den RoPax-Fähren Nils Dacke und Robin Hood angeboten. (Stand: August 2010)
Ab Februar 2025 wird das Schiff in Charter im Mittelmeerraum als zeitweiliger Ersatz für einige der dort tätigen Fahrzeuge während ihrer Werftaufenthalte eingesetzt.

### Unfall am 3. Mai 2012
Am 3. Mai 2012 gegen 18:15 Uhr kollidierte die Nils Holgersson im Hafen von Travemünde aus Schweden kommend mit der Frachtfähre Urd der Scandlines und riss ein drei mal drei Meter großes Loch auf der Wasserlinie in deren Seitenwand, so dass erhebliche Mengen Wasser in die Urd eindrangen. Der Wassereinbruch konnte zum Stillstand gebracht werden. Über der Wasserlinie wurde das Schanzkleid der Urd massiv beschädigt. Auch ein Teil der Ladung der Urd wurde beschädigt. Menschen wurden dabei nicht verletzt. Die Nils Holgersson hatte 63 Passagiere an Bord.
Während der Ermittlungen konnte ein technischer Defekt als Unfallursache ebenso ausgeschlossen werden wie Alkoholgenuss bei den Verantwortlichen. Vermutet wurde ein Fehlverhalten des Schiffsführers, weshalb gegen diesen in Absprache mit der Staatsanwaltschaft Lübeck ein Strafverfahren wegen Gefährdung des Schiffsverkehrs eingeleitet wurde. Im Abschlussbericht der Bundesstelle für Seeunfalluntersuchung wurde als Unfallursache festgestellt, dass der Antrieb des Fährschiffs sich beim Anlaufen von Travemünde noch im „Seebetrieb“ befand und die Pod-Antriebe somit nicht ausreichend weit gedreht werden konnten, um das Schiff sicher aufzustoppen und wie vorgesehen zu drehen.

## Maschinenanlage und Antrieb
Die Akka ist mit einem sogenannten Pod-Antrieb ausgestattet. Durch diese drehbaren Antriebsgondeln werden sehr gute Manövriereigenschaften erreicht. Während der Fahrt in Häfen, wo auf beengten Platzverhältnissen Manöver gefahren werden, wird das Antriebssystem im Modus „Revierfahrt“ betrieben, wobei die Gondeln um 360° frei drehbar sind. Außerhalb des Hafens auf See, im  „Seebetrieb“ sind die Gondeln aus Sicherheitsgründen nur um jeweils 35° nach Back- bzw. Steuerbord schwenkbar. Dadurch ist es nicht ohne Weiteres möglich die Antriebe um 180° auf „Maschine zurück“ zu drehen, da ein solches Manöver bei „voller Fahrt voraus“ den Antrieb beschädigen würde.

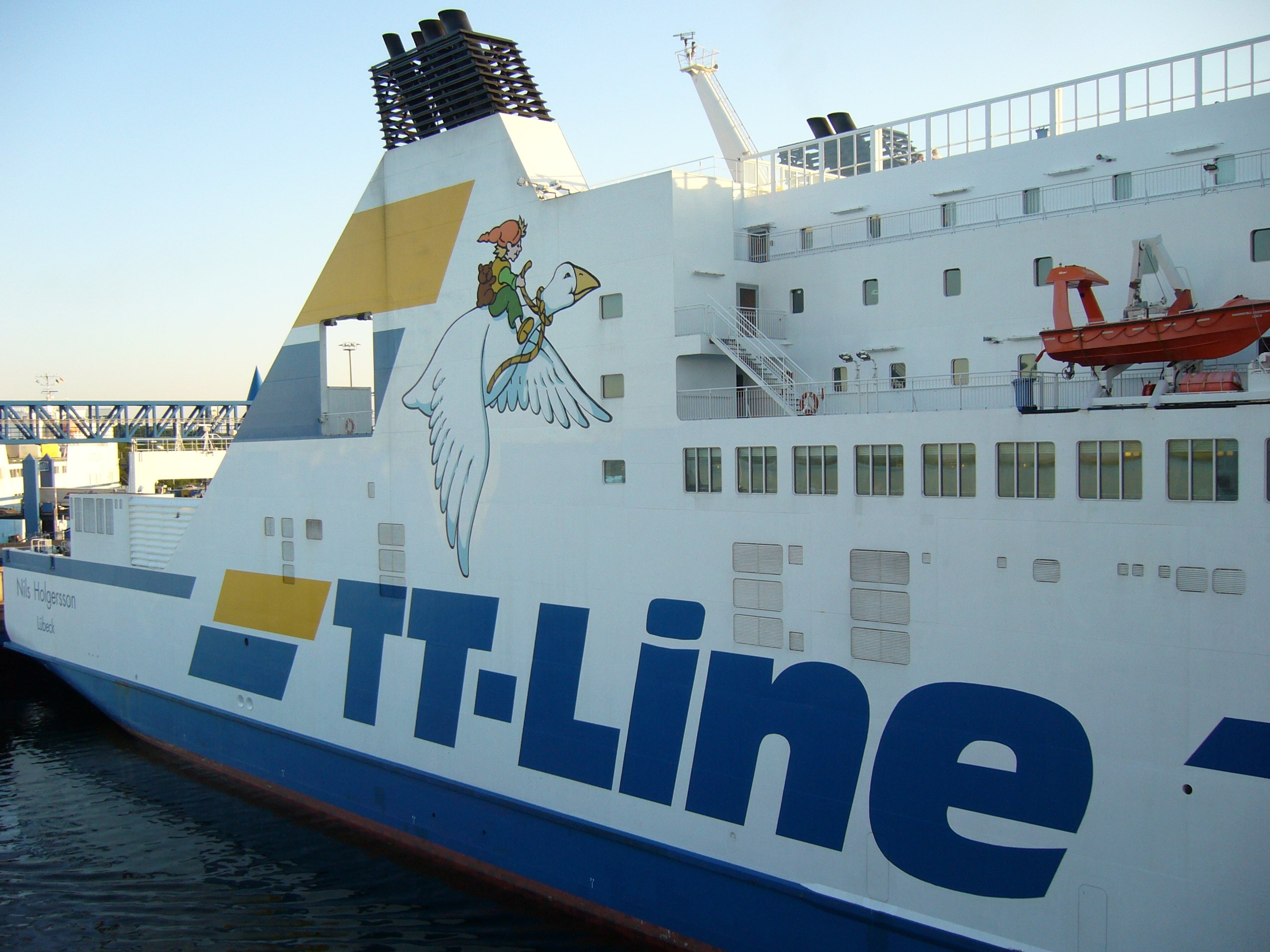
Die Nils Holgersson war an den beidseitig angebrachten Abbildungen ihres Namensgebers erkennbar.

Aufgrund der relativ engen Platzverhältnisse in den Maschinenräumen muss die Gesamtleistung der dieselelektrischen Maschinenanlage von insgesamt fünf Dieselmotoren erzeugt werden. Die vier MaK-M43-Motoren laufen mit einer Drehzahl von 500 /min und sind mit Siemens-Generatoren des Typs 1DK4839-6BE06-L gekoppelt. Sie erzeugen eine elektrische Leistung von insgesamt 26.170 kVA. Der MaK-M32-Dieselmotor treibt mit 600/min einen Generator des Typs Siemens 1DK4839-6BE05-L an, der weitere 2.760 kVA erzeugt.
Das Schiff gehört zu den ersten Fährschiffen, die mit Propellergondeln von Siemens-Schottel („Propulsor“) angetrieben werden. Die Besonderheit der eingesetzten Gondeln des Typs SSP 10 ist die Auslegung mit je einem Zug- und einem Schubpropeller pro Gondel. Jeder 3-Blatt-Propeller hat einen Durchmesser von ca. 4,50 m und besteht aus einer Nickel-Aluminium-Kupfer-Zinn-Legierung.
Um die Stabilität zu gewährleisten, führt die Akka ca. 2.640 m³ Wasser in Ballasttanks mit sich. Zur Dämpfung von Rollbewegungen ist das Schiff mit einem Paar Flossenstabilisatoren des Typs Blohm + Voss S700 ausgestattet. Als Manövrierhilfe sind im Bugbereich zwei Querstrahlsteueranlagen des norwegischen Herstellers Brunvoll installiert. Die Anlagen arbeiten mit Verstellpropellern, die mit einer konstanten Drehzahl von 249/min laufen.

## Kabinen und Bordeinrichtungen
Die Akka bietet Platz für bis zu 744 Passagiere. Die Kabinen sind in unterschiedliche Kategorien aufgeteilt und befinden sich auf den Decks 8 und 9. Der öffentliche Bereich des Schiffs sind die Decks 7, 8 und 9, wo sich Konferenzräume, ein Restaurant, eine Lounge und ein Kino befinden. Darüber hinaus sind Einkaufsmöglichkeiten, ein Spielkasino und ein Fitnessbereich vorhanden.
Die Stellplätze für Fahrzeuge liegen auf drei Decks unterhalb der für Passagiere zugänglichen Bereiche. Die Parkspuren haben eine Gesamtlänge von 2.613 m (sog. „Lademeter“). Die Zufahrt auf das Schiff erfolgt in der Regel über zwei Ebenen, jeweils zwei übereinander liegende Rampen am Heck, sowie am Bug über ein Bugvisier und ein seitliches Ladetor. Hierfür befinden sich in beiden Häfen entsprechende Auffahrrampen zum oberen Fahrzeugdeck. Schwenkbare Rampen im Inneren des Schiffs verbinden die Wagendecks außerdem miteinander und bilden in geschlossenem Zustand eine wasserdichte Sektion.